# Говард, Эдуард, 9-й герцог Норфолк
Эдуард Говард (англ. Edward Howard; 5 июня 1686 — 20 сентября 1777) — английский аристократ, 9-й герцог Норфолк, 7-й граф Норфолк, 27-й граф Арундел, 7-й граф Норфолк, 7-й граф Суррей, 4-й граф Норидж, 17-й барон Мальтраверс, 20/22-й барон Моубрей, 21/23-й барон Сегрейв, 19-й барон Толбот, 18-й барон Фёрниволл, 4-й барон Говард из Касл-Райзинга и 4-й граф-маршал Англии с 1732 года. Участвовал в якобитском восстании 1715 года. Умер бездетным, из-за чего Говарды потеряли ряд своих титулов.

## Биография
Эдуард Говард родился 5 июня 1686 года. Он был вторым сыном лорда Томаса Говарда и Мэри Элизабет Сэвилл, внуком Генри Говарда, 6-го герцога Норфолка, младшим братом Томаса Говарда, 8-го герцога Норфолка.
Эдуард принял участие в восстании якобитов 1715 года, но благодаря заступничеству старшего брата избежал наказания за государственную измену. 26 ноября 1727 года он женился на Мэри Блаунт, одной из трёх дочерей и наследниц Эдуарда Блаунта и Энн Гиз. В 1732 году, после смерти брата, Эдуард стал 9-м герцогом Норфолком. Во многом по инициативе своей жены он перестроил Норфолк-хаус на площади Сент-Джеймс в Лондоне и начал реконструкцию дворца Уорксоп, чтобы соперничать с Бленхеймским дворцом. Последний проект был заброшен после завершения строительства только одного крыла, когда умер любимый племянник герцога, ещё один Эдуард Говард (1767). Детей у герцога не было, так что Эдуард должен был унаследовать его владения и титулы; теперь же наследником стал дальний родственник Чарльз Говард, почти неизвестный семье.

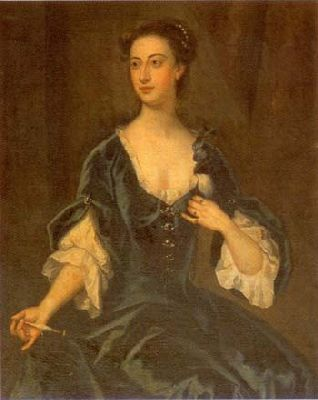
Мэри Блаунт, герцогиня Норфолк, 1737 год, портрет Джона Вандербанка

Герцог Норфолк умер 20 сентября 1777 года в возрасте 91 года. Несколько его титулов (герцогство Норфолк, графства Норфолк, Арундел и Суррей, баронство Мальтраверс) перешли к Чарльзу Говарду, внучатому племяннику 6-го герцога. Титулы графа Нориджа и барона Говарда из Касл-Райзинга, созданные для 6-го герцога, вернулись короне. Несколько старых английских баронских титулов (Моубрей, Сегрейв , Толбот, Стрейндж из Блэкмера и Фёрниволл) оказались в состоянии ожидания. Права на них перешли к потомкам двух дочерей младшего брата Эдуарда, Филиппа Говарда. Большинство досталось потомкам старшей дочери, Уинифред, жене Уильяма Стортона, 16-го барона Стортона.